# Botlhapatlou
Botlhapatlou is een dorp in het district Kweneng in Botswana. De plaats telt 1223 inwoners (2011).